# Phil Reavis
Phil Reavis (Somerville, Massachusetts, 10 de outubro de 1936) é um ex-atleta norte-americano, especialista em salto em altura que competiu nos Jogos Olímpicos de Verão de 1956 em Melbourne, na Austrália, e foi capa da famosa revista de desporto Sports Illustrated em 24 de fevereiro de 1958.
Reavis fez carreira profissional como professor de inglês e é saxofonista de jazz, fazendo parte da banda The Bridge do Jazz Club de Macau, território onde vive desde o início dos anos de 1980. É também poeta.

## Biografia
Phil nasceu em Somerville, uma cidade do estado norte-americano de Massachusetts, situada a norte de Cambridge, na Grande Boston, corria o ano de 1936.
Depois de terminar os estudos secundários na Somerville High School em 1954, os bons resultados desportivos renderam-lhe uma bolsa de estudos na Universidade Villanova, a universidade católica mais antiga da Pensilvânia. Em 1956, competindo pela equipa de atletismo Villanova Wildcats, Reavis venceu o campeonato de atletismo da NCAA, no salto em altura.
Essa importante conquista permitiu a Reavis participar nos Jogos Olímpicos de Melbourne, na Austrália, nesse mesmo ano, tendo ficado em 7.º lugar da geral na modalidade. Apesar da presença olímpica, o norte-americano é uma pessoa desgostosa pela forma como os Jogos Olímpicos foram evoluindo ao longo dos tempos, principalmente desde a participação da famosa “Dream Team” com Larry Bird, Magic Johnson ou Michael Jordan nos Jogos Olímpicos de Barcelona.
Em 1957, foi o campeão indoor da AAU. No encontro da AAU ao ar livre, Reavis ficou em sexto lugar em 1956 e em segundo em 1957. Foi ainda três vezes campeão do IC4A (1956-58).
Depois de se formar, Reavis lecionou por um breve período e depois começou a treinar, especialmente no exterior. Treinou no Camboja e depois no Vietname, para uma participação nos Jogos Olímpicos de Tóquio em 1964, embora tenha tido de sair do país devido à Guerra do Vietname. Mais tarde, retornou à Ásia, mais concretamente ao Laos, onde treinou atletismo e ensinou história e inglês.
Reavis voltou aos Estados Unidos e estudou imigração na Universidade de Minnesota. Contudo, o tempo de estadia foi curto, uma vez que ele e a esposa regressaram ao Extremo Oriente, mais concretamente a Macau, ainda sob Administração Portuguesa, para dar início ao departamento de Inglês do colégio católico de São José. Em Macau, para além do seu percurso profissional como professor, tornou-se um dos músicos da banda The Bridge do Jazz Club de Macau, onde ainda toca de modo "semi-aposentado".
Reavis entrou no Hall da Fama da Associação de Treinadores de Pista do Estado de Massachusetts em 2008.
Em junho de 2023, a sua cidade natal Somerville reconheceu o seu trajeto de vida e homenageou-o com uma exposição no museu da cidade intitulada “Above and Beyond: The Remarkable Life of Somerville Olympian Phil Reavis”, um tributo à sua vida e aos seus triunfos atléticos, musicais e de ensino. Deu o seu nome ao campo de atletismo da Somerville High School.
Viajante pelo mundo, o norte-americano divide o seu tempo entre Somerville e Macau.